# Accord de Sun City
 (juin 2017).
Si vous disposez d'ouvrages ou d'articles de référence ou si vous connaissez des sites web de qualité traitant du thème abordé ici, merci de compléter l'article en donnant les références utiles à sa vérifiabilité et en les liant à la section « Notes et références ».
L’Accord de Sun City est un accord signé le 19 avril 2002 à Sun City en Afrique du Sud entre certaines parties à la Deuxième Guerre du Congo, à l’issue du dialogue intercongolais. Les délégués espéraient qu’il s’agirait d’un épilogue, mettant fin à plus de quatre ans de conflit et dix-neuf mois de négociations, préparant le terrain pour un gouvernement d’union nationale.
Furent témoins à l’accord le président sud-africain Thabo Mbeki ainsi que les chefs d’État du Botswana, de la Namibie, de la Zambie et du Zimbabwe.

## Participants
Un accord partiel fut trouvé entre le gouvernement, le Mouvement de libération du Congo (groupe rebelle soutenu par l’Ouganda), une majorité de la société civile et des groupes d’oppositions non armés. Les parties ne parvinrent toutefois pas à se mettre d’accord sur une nouvelle constitution et l'établissement d'un gouvernement, malgré plusieurs tentatives.
Un autre groupe rebelle, la branche gomatracienne du Rassemblement congolais pour la démocratie (RCD-Goma), soutenue par le Rwanda, ainsi que plusieurs partis d’opposition non armés, dont l’Union pour la démocratie et le progrès social (UDPS) d’Étienne Tshisekedi refusèrent de signer l’accord.

## Termes du traité
L’accord créa un cadre visant à mettre sur pied un gouvernement unifié et multipartite, ainsi qu’une feuille de route pour des élections démocratiques.
L’accord permit entre autres à Joseph Kabila de demeurer président de la république démocratique du Congo pendant une période de transition de deux ans, extensible pour une année supplémentaire, avec Jean-Pierre Bemba comme Premier ministre dans un gouvernement de transition.
Il était également prévu que Kabila partage le pouvoir avec quatre vice-présidents, un issu de chacun des deux principaux groupes rebelles, un du gouvernement et un de l’opposition non armée. Les ministères seraient répartis équitablement et les anciens combattants de l’opposition, intégrés à l’armée et à la police.
Après la signature de l’accord, des critiques relevèrent que rien ne prévoyait l’unification de l’armée, ce qui affaiblit l’efficacité du traité. Aucun compte-rendu détaillé contenant les procès-verbaux des négociations, les rapports des commissions et les résolutions ne furent remis aux délégués à l’issue de la rencontre, ce qui rendit difficile tout débat éclairé au Congo.
La signature de l’accord engendra une diminution des combats mais sans toutefois mettre fin à la guerre.